# 全力LIVE
『全力LIVE』（ぜんりょくライブ）は、新潟テレビ21（UX）で平日夕方に放送されていたローカルニュース・情報番組である。

## 概要
- 平日昼のローカル情報番組として放送された『レクスタ発昼どきキンコンカン』をベースとし、それまで『スーパーJチャンネルにいがた』として放送された平日夕方のローカルニュース枠を統合する形でスタート。UXではNT21時代に2002年まで放送されていた『小野沢裕子のいきいきワイド』以来9年ぶりに夕方ワイド番組が誕生した。
- MC（メインキャスター）には『レクスタ発昼どきキンコンカン』で学級委員長（メイン司会）を務めていたヤンと、平日夕方に放送されていたローカルニュース番組『スーパーJチャンネルにいがた』に出演していた内山知子が、ニュース担当キャスターには土曜午前のローカル情報番組『まるどりっ!』に出演していた小山裕久がそれぞれ起用された。
- 『レクスタ発昼どきキンコンカン』より引き続き、LEXN2の1階にある「UXレクスンスタジオ」より生放送を行っている。
- なお、週末夕方のローカルニュースは2011年3月までと同様、『ANNスーパーJチャンネル』（番組ロゴの表記は『Super JチャンネルANN』）内でフォローされる。
- 2012年3月30日をもって終了、同年4月2日より後番組『スーパーJにいがた』が開始された。

## 放送時間
- 月曜日] - 金曜日 16:48 - 19:00（2011年4月4日 - 9月30日）（JST）
- 月曜日 - 金曜日 16:50 - 19:00（2011年10月3日 - 2012年3月30日）

## 出演者
肩書きが記されていない者は全員UXアナウンサー。
メインキャスター
- ヤン（ローカルタレント）
- 内山知子

ニュースキャスター
- 小山裕久

天気担当
- 大島直子
- 高橋美穂
- 道岡桃子

スポーツ担当
- 宮里伸哉

## タイムテーブル
第1部（2011年10月現在）
- 16:50 - 16:53　県内ニュース（1 - 2項目）　→　オープニングトーク
- 16:53 - 17:36　スーパーJチャンネル
- 17:36 - 17:54　県内ニュース・特集

第2部
- 17:54 - 18:17　ANNスーパーJチャンネル
- 18:17 - 18:27頃　ゲンセン
- 18:27 - 19:00　県内ニュース・情報パート
  - エンタメ情報・トレンド情報・県内スポーツニュース・天気予報など各情報コーナーを放送する。

## 備考
- 同番組の天気予報の中継先は通常レクスン広場で行われている（悪天候などの場合はUX本社スタジオで行う）。第1回放送で大島がヤンを「ヤン級長」（前番組『レクスタ発昼どきキンコンカン』で通していた呼び名）と呼んでしまったことがあり、ヤンから「多分そう呼ばれるかと思った」とつっこまれていた。
- 前述の天気予報で担当するアナウンサーの後ろ横に小学生の男子児童1人が2011年5月から9月までの間、数回に渡って映っていた。この小学生は後に周辺の塾からの帰宅時間帯と重なって中継先に来ており、ヤンから「全力ボーイ」と呼ばれていたが、10月以降からは一切映らなくなった。これをきっかけにヤンは映ってきた学生などに「全力○○○」と呼んでいた。
- 2011年4月29日　新潟市中央区にある旧大和新潟店にてヤンを含む出演者全員が、東日本大震災義援金街頭募金活動を行った。
- 祝日には『スーパーJチャンネル』を16:30からネットするため、16:25開始となる。
- 2011年10月3日から、番組開始時間を16:48から16:50に繰り下げ、『スーパーJチャンネル』17時台のネット時間を16:54飛び乗りからテレビ朝日と同じ16:53開始に変更した。
- 2011年2月6日から、ウェザーニューズの協力にて、データ放送による視聴者参加型天気コーナー「にいがたのみんなでソラをライブ」を開始。このコーナーでは、県内ローカルテレビ局初の、インターネット回線経由を使ったデータ放送双方向機能の使用を開始している[1]。